# Academia Imperial de las Artes
La Academia Imperial de Artes (en ruso, Императорская Академия художеств: Imperátorskaya Akademia judózhestv), comúnmente llamada Academia de Artes de San Petersburgo, fue fundada en 1757 por el conde Iván Shuválov, favorito de Isabel I de Rusia, con el nombre de Academia de las tres artes más nobles.

## Ubicación
La academia se hallaba en el Palacio Shuválov, en la calle Sadóvaya, hasta que en 1764 Catalina la Grande la renombró como Academia Imperial de Artes y comisionó a su primer rector, Aleksandr Kokórinov para elegir una nueva sede para la institución. Fueron necesarios 25 años para construir el edificio de estilo neoclásico que se halla frente al Palacio de Invierno, en la ribera norte del río Nevá. De la suntuosa decoración de sus estancias se encargó Konstantín Ton. También diseñó un muelle con grifos y esfinges de 3000 años de antigüedad que hubieron de ser traídos desde Egipto.
Iván Betskói reorganizó la Academia de forma que pasó a ser de facto un gabinete gubernamental con el cual poder regular la creación artística en el Imperio ruso. La Academia impulsó con fuerza los principios del neoclasicismo enviando a Europa Occidental a sus más aventajados alumnos para que se instruyeran en el estilo del arte clásico y renacentista de Italia y de Francia. La academia también disponía de su propia colección de obras de arte para su estudio y copia.

## Historia
A mediados del siglo XIX el academicismo del personal docente, fuertemente influido por las doctrinas de Dominique Ingres, fue desafiado por una generación más joven de artistas rusos que reivindicaban su libertad para pintar temas realistas. Este movimiento, conocido como Peredvízhniki, en español Los (pintores) Itinerantes, con Iván Kramskói como líder, formalizó públicamente su ruptura con la Academia al organizar sus propias exposiciones de forma independiente, cosa que hicieron a través de Rusia, de ciudad en ciudad. Sin embargo, Iliá Repin, Mijaíl Vrúbel y algunos otros miembros de este grupo siguieron considerando que la formación de la academia era la base indispensable para el desarrollo de las capacidades artísticas.
Después de la Revolución rusa de 1917 la Academia sufrió una serie de transformaciones. Pasó a llamarse Academia Rusa de Artes en 1933, luego Academia de las Artes de la URSS en 1947, y finalmente de nuevo Academia Rusa de Artes en 1991. La sede de la Academia se encuentra en Moscú desde 1947. Ahora el histórico edificio del Palacio Shuválov alberga la universidad con el largo nombre de Instituto académico de San Petersburgo de pintura, escultura y arquitectura Iliá Repin, pero sigue siendo llamada comúnmente Academia de Artes de San Petersburgo.

## Galería

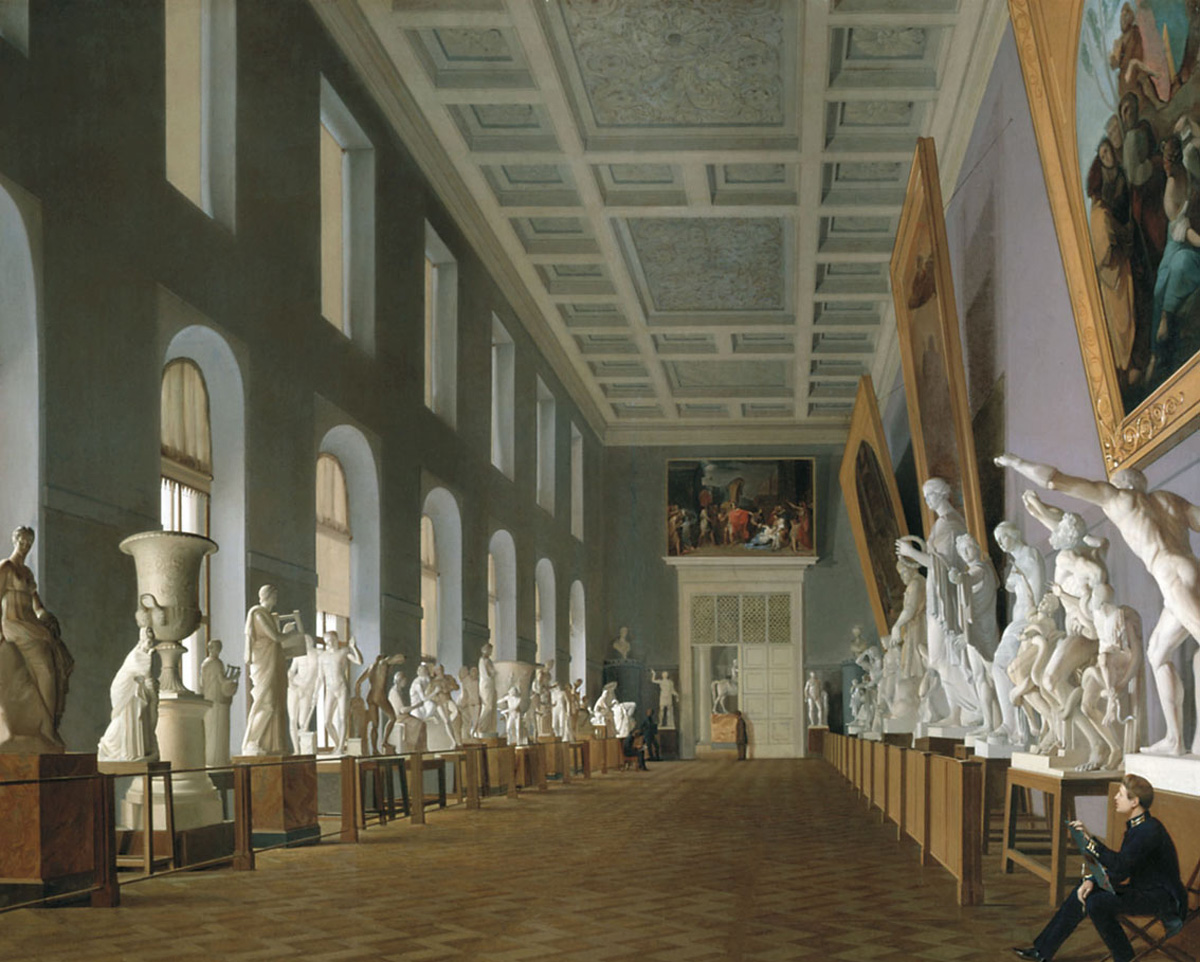
Segunda galería de arte antiguo en la Academia de las Artes
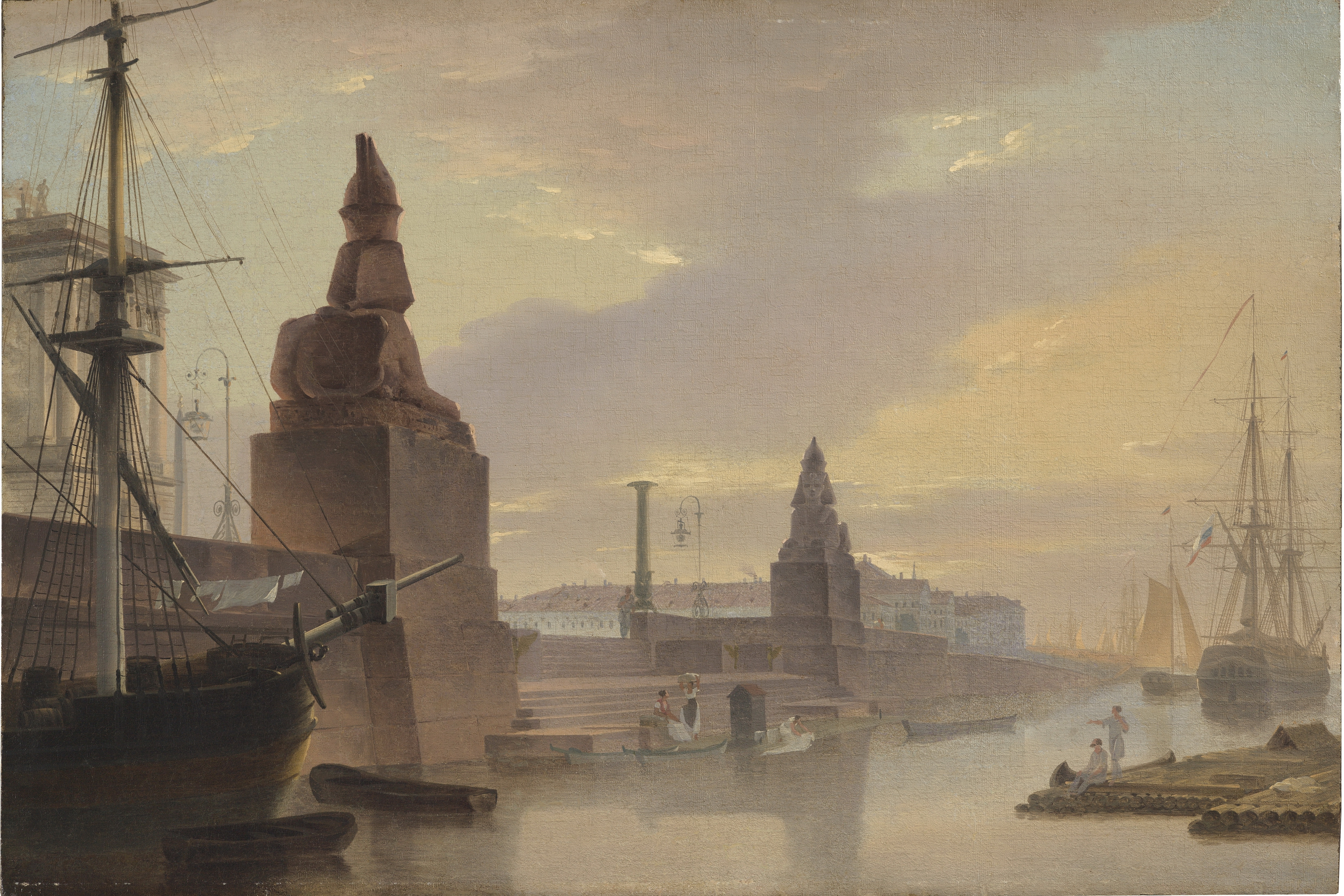
Las esfinges y grifos en el muelle frente la Academia. Por Maksim Vorobiov. 1835.
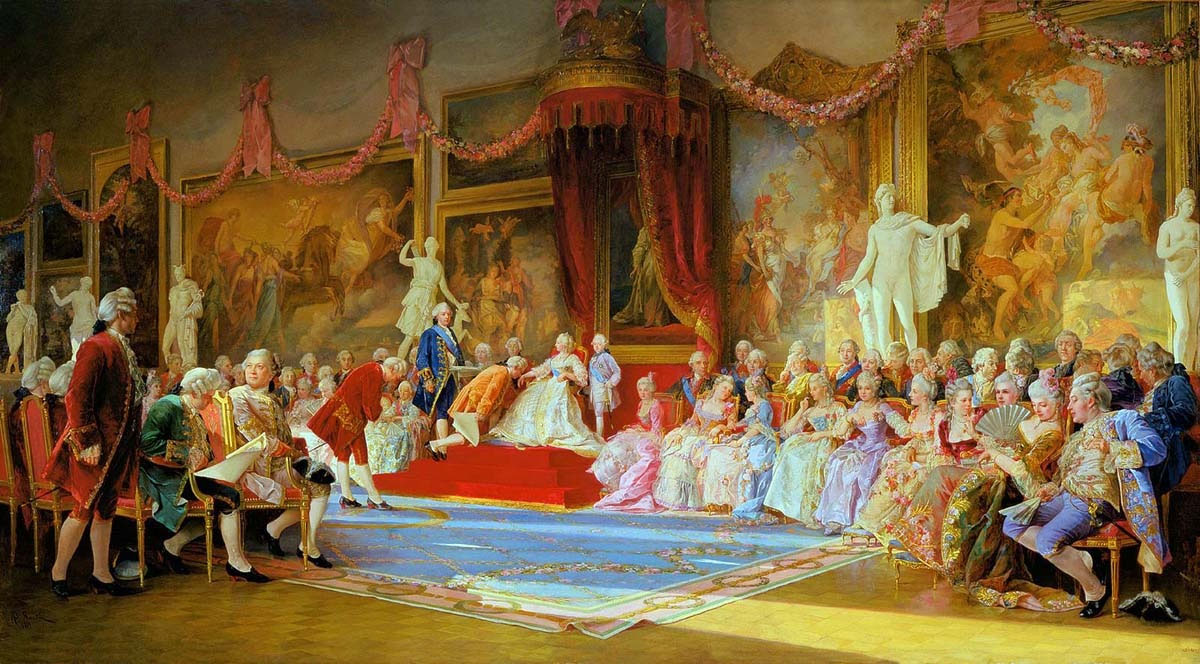
Inauguración de la Academia de Artes Valery Jacobi - 1889